# Volo Aeroflot 8641
Il volo Aeroflot 8641 era un volo di linea della Aeroflot che il 28 giugno 1982, in viaggio dall'aeroporto di Leningrado-Pulkovo all'aeroporto di Kiev-Žuljany, precipitò vicino al villaggio di Mozyr, nella RSS Bielorussa. Tutte le 132 persone a bordo persero la vita all'impatto. Si tratta del più grave incidente accorso ad uno Yak-42 ed il più grave incidente aereo nella Bielorussia.

## L'aereo
Il velivolo era uno Yakovlev Yak-42, trimotore a reazione, con registrazione CCCP-42529. Il velivolo effettuò il primo volo il 21 aprile 1981 e venne consegnato alla compagnia il 1º luglio. Al momento dell'incidente aveva volato per 795 ore con un totale di 496 cicli di pressurizzazione.

## L'incidente
Lo Yak stava volando ad una altitudine di 30 000 piedi (9 100 m) quando fu autorizzato a scendere a 25 000 piedi (7 600 m). I piloti impostarono la discesa con l'autopilota. Improvvisamente però, l'aereo iniziò a precipitare e dopo 3 secondi il pilota automatico si disattivò. L'equipaggio tentò di recuperare quota senza però riuscirci. Il velivolo iniziò una discesa incontrollata aumentando la velocità, subendo sollecitazioni ben oltre i limiti progettuali, oltre 2G negativi. Durante la discesa, l'aereo iniziò a ruotare sul proprio asse longitudinale con un angolo di discesa di oltre 50°. Lo Yak, arrivato ormai a 18 500 piedi (5 600 m) a oltre 800 chilometri all'ora (430 kn), iniziò a disintegrarsi a causa delle enormi sollecitazioni e dopo 30 secondi dall'inizio della discesa la fusoliera si spezzò in più parti. I rottami furono ritrovati vicino al villaggio di Mozyr, Bielorussia su un'area di circa 23 km2.

## Le indagini
La commissione di inchiesta appurò che la repentina e incontrollata perdita di quota era dovuta ad un errore di progettazione del timone del profondità. Il jackscrew, formato da una vite senza fine e utilizzato per controllare il timone di profondità, si era rotto. La causa della rottura era da ricondursi a una errata progettazione del meccanismo e dall'impiego di materiali di scarsa qualità.
Lo stesso problema allo stabilizzatore fu riscontrato in altri Yak e venne successivamente risolto.

## Conseguenze
Per i due anni successivi all'incidente, i certificati degli Yak vennero revocati così come venne sospesa la produzione. La Corte Suprema Sovietica condannò inoltre a 2 anni di carcere (poi uno) per negligenza i responsabili della progettazione del timone.